# Димитър Общински
Димитър Петров Общински е български революционер, деец на Македонския таен революционен комитет и на Вътрешната македоно-одринска революционна организация.

## Биография
Димитър Общински е роден в 1875 или 1877 година в Пловдив, тогава в Османската империя. През 1897 записва право в Лозана, Швейцария, където става и организатор и ръководител на Женевската група, заедно с Михаил Герджиков, Петър Манджуков и Слави Мерджанов.
Обратно в България, Димитър Общински става четник при Михаил Герджиков през лятото на 1902 година. Участва в опита за атентат при гара Синекли през февруари 1903 година.
В Илинденско-Преображенското въстание Димитър Общински участва като войвода на ВМОРО в Одринска Тракия. Брат му Георги Общински с псевдоним Общий доставя оръжие от София за ВМОРО в Одринския революционен окръг.
Димитър Общински умира в 1927 година в Пловдив.